# ماریو گوردسکو
ماریو اوگو گوردسکو (به انگلیسی: Mario Ugo Gordesco) یک کاپیتان و خلبان ایتالیایی از نیروی هوایی سلطنتی ایتالیا در دوران جنگ جهانی اول بود. او به عنوان یک پیشگام در صنعت هوانوردی ایتالیا شناخته می‌شود و یکی از چهره‌های مهم در اوایل تشکیل نیروی هوایی سلطنتی ایتالیا است.

## اوایل زندگی
ماریو در ۱۲ دسامبر ۱۸۸۴ در آرکولا، لیگوریا به دنیا آمد. پس از اتمام خدمت نظامی در ارتش سلطنتی ایتالیا در اوایل دهه ۱۹۰۰، در سنین بسیار پایین به پاریس مهاجرت کرد. او که به خودروها علاقه زیادی داشت، با فرناند و لوئی رنو آشنا شد و توسط این تولیدکنندگان خودرو به عنوان مدیر فنی در کارگاه‌هایشان استخدام شد. او با سفر از فرودگاه‌ها به کارگاه‌های هوانوردی، اشتیاق زیادی به پرواز پیدا کرد و در سال ۱۹۱۱ اولین گواهینامه پرواز خود را در فرانسه دریافت کرد.
در حدود همین زمان، ارتش در جستجوی افراد مناسب برای پر کردن پست‌های مختلف در بخش‌های خودرویی و هوافضایی ارتش بود و در سال ۱۹۱۱، گوردسکو تصمیم گرفت دوباره در ارتش سلطنتی ایتالیا به خدمت بازگردد. در مارس همان سال، او درجه ستوان دومی را دریافت کرد و به گردان سوم برساگلیری ملحق شد. او در جنگ عثمانی و ایتالیا در لیبی شرکت کرد، جایی که برای اولین بار خودروها، هواپیماها و سیستم‌های رادیویی توسط ارتش در عملیات‌های جنگی به کار گرفته شدند.
در مه ۱۹۱۲، او به ایتالیا بازگشت و به خدمات هوانوردی  ملحق شد که آن زمان وابسته به نیروهای مهندسی (Arma del Genio) بود. او در مدرسه کاپرونی در سوما لومباردو حضور یافت و گواهینامه خلبانی خود را دریافت کرد. در اکتبر ۱۹۱۲ در ویزولا تیچینو، هنگام آزمایش یک دستگاه کاپرونی، دچار آسیب دیدگی سر شد، در حالی که مهندس ارشد مدرسه، فرانچسکو پیکولی جان خود را از دست داد. سپس به عنوان مدیر فرودگاه ویزولا تیسینو منصوب شد و در سال ۱۹۱۴ به لیبی رفت، جایی که به لطف ویژگی‌های فنی و سازمانی خود توانست از کمبود هواپیماهای موجود بیشترین بهره را ببرد. سپس در تاریخ ۱۴ ژوئن ۱۹۱۴ گواهینامه خلبانی نظامی خود را در فرودگاه آویانو دریافت کرد.
در ۶ ژوئیه ۱۹۱۴، او مدرسه هوانوردی نظامی را افتتاح کرد و همراه با دیگر خلبانان مدرسه آویانو، پروازهای نمایشی درخشانی انجام داد. او در همان ماه به درجه کاپیتانی ارتقا یافت. سپس به عنوان مربی هواپیماهای جنگنده در مدرسه سن جیستو در کولتانو، مدرسه مالپنسا و کمپ آموزشی هوانوردی کاسینا کوستا در ساماراته منصوب شد و فرصتی یافت تا به بسیاری از آس‌های آینده هوانوردی آموزش دهد تا با هواپیماهای جنگنده ایتالیایی پرواز کنند.

## جنگ جهانی اول
زمانی که هیچ کمپ آموزشی برای تدریس در دسترس نبود، در ۱۸ اوت ۱۹۱۶، او به عنوان داوطلب در اسکادران جنگنده ۷۵ به گروه سوم (که بعدها به گروه سوم جنگنده‌های زمینی تغییر نام یافت) پیوست و در فرودگاه ورونا-تومبِتا به انجام مأموریت دفاع هوایی از ورونا پرداخت. او در این زمان پروازهای شناسایی و اسکورت متعددی انجام داد. مهارت و خلق‌وخوی او زبانزد بود. گفته می‌شود او در ورونا توانسته بود در بازگشت از یک ماموریت اسکورت در نزدیکی مرز یک جنگنده بمب‌افکن بر رویبر روی چند واگن قطار فرود آورد.
در ژانویه ۱۹۱۷، او به اسکادران جنگنده ۷۶ منتقل شد و با هواپیمایش با نام «دو تیر» (Due di coppe) معروف شد. در مارس ۱۹۱۷، او فرمانده اسکادران شکار ۸۰ شد. سپس به اسکادران جنگنده معروف ۸۰ منتقل شد که در ابتدا در هواپیماهای نیوپورت ۱۱ تخصص داشت، اما به دنبال انتقادهایی از سوی فرماندهی هوافضا، مدل‌های نیوپورت ۱۷ با ستاره سفید بر زمینه قرمز پذیرفته شدند.
اسکادران‌های آیوو در طول نبرد دهم ایسونزو بسیار فعال بودند و کاپیتان گوردسکو در ۱۳ ژوئن ۱۹۱۷ مورد تقدیر قرار گرفت. او به خاطر احساس مسئولیت بی‌نظیر خود و این‌که روحیه‌ای شجاعانه و پرانرژی میان کارکنان ایجاد کرده بود، مورد تحسین قرار گرفت. در ۱۸ ژوئن در سانتا ماریا لا لونگا، جشنواره سالانه برساگلیری برگزار شد و گابریله د'آنونزیو برای سخنرانی دعوت شد. او در  سخنرانی خود از گوردسکو نام برد. او در ۲۰ آگوست ۱۹۱۷، یک هواپیمای دشمن را در کومِن سرنگون کرد و همان روز مجبور شد سه بار در فرودگاه آیوو فرود بیاید تا بمب‌افکن خود را تعمیر کند.
گوردسکو بعد از نبرد فاجعه‌بار کاپورتو، تنها فرمانده‌ای بود که با دو اسکادران در تمامی شرایط جوی و شبانه‌روز به حفاظت از پیاده‌نظام پرداخت. در اکتبر ۱۹۱۷، پس از عقب‌نشینی از جبهه، اسکادران‌ها به کمپ مارکون منتقل شدند و گوردسکو تا مارس ۱۹۱۸ در این کمپ به فرماندهی ادامه داد. سپس به مدرسه شکار فُربارا منتقل شد و در ژوئن ۱۹۱۸ به عنوان مربی ارشد مدرسه آکروباتیک منصوب شد. او در این مدت به تربیت خلبانانی پرداخت که بعدها در جبهه‌های فرانسوی جنگ جهانی اول نقش مهمی ایفا کردند.

## پرواز رم-توکیو و مرگ
پس از پایان جنگ جهانی اول، او در عملیات هوایی رم-توکیو در سال ۱۹۲۰ به رهبری گابریله د'آنونزیو شرکت کرد. در ۱۱ مارس ۱۹۲۰، یک اسکادران متشکل از ۵ هواپیمای آنسالدو اس‌وی‌ای ۹ از فرودگاه سنتوسل به پرواز درآمد. این اسکادران شامل ۱۱ هواپیما بود.
پس از پایان جنگ جهانی اول، ماریو گوردسکو در عملیات هوایی رم-توکیو در سال ۱۹۲۰ شرکت کرد. در ۱۱ مارس ۱۹۲۰، یک اسکادران پنج‌فروندی از هواپیماهای آنسالدو اس‌وی‌ای ۹ از فرودگاه سنتوسل به پرواز درآمد که گوردسکو فرمانده آن بود. اسکادران پس از عبور از شرایط جوی دشوار، به آتن رسید و سپس به سوی ایران پرواز کرد. در نهایت، در ۱۳ آوریل ۱۹۲۰، گوردسکو در بوشهر پس از یک فرود ناموفق جان باخت و هواپیمای او در نزدیکی سفارت فرانسه سقوط کرد. در این حادثه، هم‌رزمانش، جوزپه گراسا و فراتچو رَنزا نیز جان باختند.
جسد آن‌ها توسط فروچیو رانزا در بوشهر به خاک سپرده شد.
آرتورو فرارین، تنها خلبانی که عملیات رم-توکیو را کامل کرد، به یاد گوردسکو و گراسا گفت که نمی‌تواند تصاویر زنده آن‌ها را که در یادش باقی مانده بود، با درد ناشی از این حادثه ترکیب کند. پس از مرگ گوردسکو، برخی از دوستان او پیشنهاد کردند که میدان سِروِرتری به نام «ماریو گوردسکو» نام‌گذاری شود. مجله آروگازتا نیز از این پیشنهاد حمایت کرد و به نقش برجسته گوردسکو به عنوان یک مربی و فرمانده تاکید کرد.

## تشییع جنازه و میراث
در آوریل ۱۹۲۲، کشتی کالابریا از تارانتو به سوی یوکوهاما حرکت کرد تا به جمعیت توکیو که در اثر زلزله آسیب دیده بودند کمک‌رسانی کند. این کشتی در بازگشت خود در ۲۳ مه ۱۹۲۴، هنگام عبور از خلیج فارس، اجساد کاپیتان گوردسکو و ستوان گراسا را پیدا کرده و آن‌ها را به ایتالیا بازگرداند. مراسم خاکسپاری گوردسکو در ۲۴ آگوست ترتیب داده شد و با حضور شورای شهر آرکولا و مردم این شهر به خاک سپرده شد.
امروزه میدان و خیابانی که خانه پدری گوردسکو در آن واقع شده است، به نام او نام‌گذاری شد. کاپیتان گوردسکو هم‌اکنون در قبرستان آرکولا در یک کلیسا دفن شده.
همچنین فرودگاه فُربارا (Furbara Airport) به نام گوردسکو نام‌گذاری شده است.

## جوایز
- مدال نقره شجاعت نظامی
- مدال برنز شجاعت نظامی
- نشان شوالیه تاج ایتالیا
- مدال یادبود برای جنگ ایتالیا-اتریش ۱۹۱۵-‍۱۹۱۸
- مدال یادبود اتحاد ایتالیا (ویتوریو امانوئل سوم)
- مدال پیروزی متفقین

### جوایز خارجی
- امپراتوری ژاپن: Order of the Rising Sun, 2nd Class